# Neophisis pogonopoda
Neophisis pogonopoda är en insektsart som först beskrevs av Xavier Montrouzier 1855.  Neophisis pogonopoda ingår i släktet Neophisis och familjen vårtbitare. Inga underarter finns listade i Catalogue of Life.